# Bernhard Lisson
Bernhard Lisson SJ (* 21. August 1909 in Bowallno, heute polnisch: Wawelno; † 27. Juni 1978 in Makonde, Simbabwe) war ein deutscher Jesuit, Missionar und Märtyrer.

## Leben
Bernhard Lisson stammte aus dem oberschlesischen Bowallno bei Oppeln. Er erlernte das Schmiedehandwerk und trat am 8. Oktober 1931 in den Jesuitenorden ein. 1935 ging er nach Rhodesien in die Mission St. Rupert Mayer, 200 km westlich von Harare. Dort wurde er im Juni 1978 zusammen mit Pater Gregor Richert von Aufständischen erschossen und auf dem Friedhof der Chishawasha-Mission (25 km östlich von Harare) beigesetzt.

## Gedenken
Die Römisch-katholische Kirche in Deutschland hat Bruder Bernhard Lisson als Märtyrer in das deutsche Martyrologium des 20. Jahrhunderts aufgenommen.